# Rhamphomyia setitibia
Rhamphomyia setitibia är en tvåvingeart som beskrevs av Frey 1950. Rhamphomyia setitibia ingår i släktet Rhamphomyia och familjen dansflugor. Inga underarter finns listade i Catalogue of Life.